# Villo intestinale
I villi intestinali sono estroflessioni (ripiegamenti verso l'esterno di un organo o di un tessuto) della mucosa dell'intestino, che consentono di aumentare la superficie dell'organo per avere una maggior area assorbente dei nutrienti ingeriti con l'alimentazione. Si trovano numerosissimi sulle pliche intestinali (dette anche valvole conniventi di Kerckring) che sono delle pieghe permanenti composte da mucosa e sottomucosa.
I villi intestinali sono presenti esclusivamente nell'intestino tenue; sono assenti nell'intestino crasso.

## Struttura
I villi hanno forma bastoncellare, sono flessibili e sono costituiti da cellule epiteliali chiamate enterociti. Il loro compito è di assorbire le sostanze utili al metabolismo che verranno elaborate negli opportuni processi metabolici. All'interno presentano una fitta rete di vasi capillari sanguigni e un capillare linfatico chiamato vaso chilifero. Esso è circondato da tessuto connettivo con alla base uno strato di muscularis mucosae (uno degli strati della tonaca mucosa del tubo gastroenterico). I villi, inoltre, sono completamente ricoperti di microvilli, posizionati come le setole di una spazzola.
Dal punto di vista anatomico l'intestino tenue è caratterizzato da pieghe circolari della sottomucosa chiamate valvole conniventi, da numerose e microscopiche estensioni digitiformi (come un dito) della mucosa, i villi, e da proiezioni citoplasmatiche sottilissime, i microvilli, posti sulla superficie delle singole cellule epiteliali (enterociti).

## Funzione

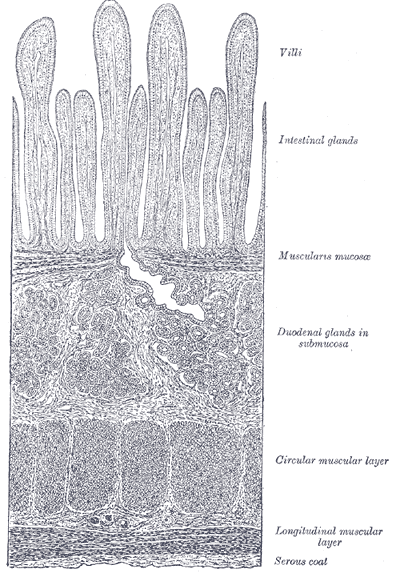
Sezione del duodeno mostrante i villi intestinali

Villi e i microvilli intestinali hanno la funzione di aumentare la superficie assorbente intestinale di 30 volte e 600 volte rispettivamente, fornendo una superficie di assorbimento dei nutrienti efficiente nel lume dell'intestino. Sulla superficie dei villi sono presenti enzimi per la digestione. I capillari presenti raccolgono amminoacidi e zuccheri semplici (monosaccaridi e oligosaccaridi) assorbiti dai villi per trasportarli nel flusso sanguigno. I vasi chiliferi raccolgono i chilomicroni, ovvero delle lipoproteine composte da trigliceridi, colesterolo e proteine anfipatiche, per poi trasportarli nel resto dell'organismo attraverso il fluido linfatico.
I villi sono specializzati nell'assorbimento a livello dell'intestino tenue in quanto hanno una parete sottile che consente un percorso diffusionale più breve. Inoltre, sono dotati di una grande area superficiale complessiva, quindi l'assorbimento sarà più efficiente perché i nutrienti (compresi i monosaccaridi e gli amminoacidi) passano nei villi semipermeabili attraverso il processo di diffusione, che è efficace solo a brevi distanze. In altre parole, l'aumento della superficie di contatto dei nutrienti nel lume diminuisce la distanza media percorsa dalle molecole, quindi aumenta l'efficacia della diffusione. Infine grazie al ricco apporto di sangue sono in grado di mantenere un gradiente di concentrazione, che risulta essere sempre favorevole all'assorbimento dei nutrienti.